# Energibevarelse
Energibevarelse er en bevarelseslov, der siger, at den samlede energi i et isoleret system er konstant. Inden for termodynamikken er energibevarelse kendt som den 1. lov. Loven betyder, at energi ikke kan skabes eller destrueres, men blot transformeres til andre former for energi.
I klassisk mekanik er den mekaniske energi fx bevaret, når en bold falder ned, og den potentielle energi derved omdannes til kinetisk energi. Hvis der sættes ild til brænde er energien ligeledes bevaret, når den kemiske energi i brændet omdannes til varme og lys. Et tredje eksempel er et atomkraftværk, der frigiver energien i atomkernerne og omdanner den til elektrisk energi.
Energibevarelse er praktisk til at beregne udviklingen af et fysisk system.
Loven blev første gang formuleret af Émilie du Châtelet. Jf. Noethers sætning er energibevarelse et resultat af symmetri under translation i tid.